# Janice Rankin
Pour les articles homonymes, voir Rankin.
Janice Rankin (née le 8 février 1972 à Inverness, en Écosse) est une curleuse britannique.

## Palmarès

### Jeux olympiques
| Édition    | Salt Lake City 2002 |
| Classement | Or                  |

### Championnats du monde
| Édition    | Oberstdorf 1994 | Glasgow 2000 |
| Classement | Argent          | 4e           |